# Edgar Frank Codd
Pour les articles homonymes, voir Codd.
Edgar Frank « Ted » Codd (19 août 1923 - 18 avril 2003) est un informaticien britannique. Il est considéré comme l'inventeur du modèle relationnel des SGBDR. 

## Biographie
Edgar Frank Codd est né à Portland dans le Dorset. Il a étudié les mathématiques et la chimie à l'Université d'Exeter, Oxford, avant de servir en tant que pilote dans la Royal Air Force pendant la Seconde Guerre mondiale. 
En 1948, il déménage à New York pour travailler chez IBM comme programmeur mathématique. En 1953, irrité par le sénateur Joseph McCarthy, Codd émigre à Ottawa. 
Ce n'est qu'une décennie plus tard qu'il revint aux États-Unis et reçoit son doctorat en informatique de l'université du Michigan à Ann Arbor. Deux ans après il rejoint le centre de recherches d'Almaden d'IBM à San Jose en Californie.
Codd reçoit le prix Turing en 1981.
Le 18 avril 2003, Edgar F. Codd meurt d'un arrêt cardiaque à son domicile sur l'île de Williams (Floride) à l'âge de 79 ans.

## Travaux
E. F. Codd est connu pour ses travaux sur les bases de données, il est l'inventeur du modèle relationnel.
Les premiers modèles de base de données ne permettent pas de décrire de façon satisfaisante les relations entre deux données à l'aide de pointeurs logiques. Edgard Codd recherche une solution satisfaisante d'arrangement de données dans les années 1960 et 1970. Cette recherche aboutit au modèle relationnel. Il recherche à décrire les relations entre les données de façon logique et mathématique, sous le nom d'algèbre relationnelle, dont le théorème de Codd est l’un des théorèmes fondamentaux de la théorie des bases de données.
En 1969, un rapport technique décrit le modèle, « Derivability, Redundancy, and Consistency of Relations Stored in Large Data Banks », IBM Research Report RJ599. Le modèle fait l'objet d'une publication scientifique en 1970, « A Relational Model of Data for Large Shared Data Banks" ("Un modèle de données relationnel pour de grandes banques de données partagées"), CACM 13, No. 6, June 1970.
Si Edgard Codd travaille pour IBM, cette société ne souhaite pas immédiatement concrétiser cette recherche dans une application, venant de mettre sur le marché IBM Information Management System, conçu dans le cadre du Programme Apollo. En 1977, Larry Ellison fonde la société Oracle, qui devient l'éditeur de la base de données du même nom, inspirée des travaux de Codd.
Codd a continué à développer et à étendre son modèle de données relationnelles, parfois en collaboration avec Chris Date. Une des formes normales dans la normalisation de base de données, la forme normale de Boyce-Codd, est baptisée du nom de Codd.
Edgar Codd a également inventé l'acronyme OLAP et a écrit les douze lois du traitement analytique en ligne.
L'apport informatique de Codd ne se limite pas aux bases de données, il a également contribué à la connaissance dans le secteur des automates cellulaires[réf. souhaitée].